# بيرس باتلر
بيرس باتلر (بالإنجليزية: Pierce Butler)‏ هو عسكري وفلاح وصاحب مزرعة ‏ وضابط وسياسي أمريكي، ولد في 11 يوليو 1744 في مقاطعة كارلو في جمهورية أيرلندا، وتوفي في 15 فبراير 1822 في فيلادلفيا في الولايات المتحدة. حزبياً، نشط في الحزب الفيدرالي الأمريكي. وقد انتخب عضو مجلس الشيوخ الأمريكي لترشحه ضمن  قائمة كارولاينا الجنوبية، (4 نوفمبر 1802 – 21 نوفمبر 1804) وانتخب عضو مجلس الشيوخ الأمريكي لترشحه ضمن  قائمة كارولاينا الجنوبية، (4 مارس 1789 – 25 أكتوبر 1796).

## روابط خارجية
- بيرس باتلر على موقع إن إن دي بي (الإنجليزية)